# مایک اتکینسون
مایک اتکینسون (انگلیسی: Mike Atkinson؛ زادهٔ ۲ دسامبر ۱۹۹۴) بازیکن فوتبال متولد انگلستان اهل بلیز است.
از باشگاه‌هایی که در آن بازی کرده‌است می‌توان به باشگاه فوتبال یورک سیتی، باشگاه فوتبال فارسلی سلتیک، باشگاه فوتبال آکسفورد سیتی، و باشگاه فوتبال اسکاربرو اتلتیک اشاره کرد.
وی همچنین در تیم ملی فوتبال بلیز بازی کرده‌است.